# Francis Baldacchino
Francis Baldacchino OFMCap. (ur. 6 lipca 1936 w Marsie, zm. 9 października 2009) – maltański duchowny katolicki posługujący w Kenii, biskup diecezji Malindi w latach 2000-2009.

## Życiorys
W 1953 wstąpił do nowicjatu kapucynów w Florianie. Cztery lata później złożył śluby wieczyste.
Święcenia kapłańskie przyjął 18 marca 1961. Po święceniach wyjechał do Rzymu, by podjąć studia teologiczne na Papieskim Uniwersytecie Gregoriańskim. Dwa lata później uzyskał tytuł licencjata i rozpoczął kolejne studia w Papieskim Instytucie Biblijnym, które ukończył w 1965. W tym samym roku wyjechał do Jerozolimy, by kontynuować studia z Pisma Świętego na Studium Biblicum Franciscanum. Tam w 1968 uzyskał stopień doktora.
Po powrocie do kraju był profesorem w seminarium w Florianie. W 1974 wyjechał na misje do Kenii, gdzie pełnił funkcje m.in. proboszcza parafii kapucyńskiej w Nairobi (1981-1990), superiora miejscowej kustodii (1984-1990) oraz wikariusza generalnego diecezji Garissa (1994-2000).

### Episkopat
2 czerwca 2000 został mianowany przez papieża Jana Pawła II pierwszym biskupem nowo powstałej diecezji Malindi. Sakry biskupiej udzielił mu 2 września tegoż roku kardynał Jozef Tomko.
Z racji pogarszającego się stanu zdrowia we wrześniu 2009 powrócił na Maltę, gdzie zmarł 9 października tego roku.